# Philometra obturans
Philometra obturans is een rondwormensoort uit de familie van de Philometridae. De wetenschappelijke naam van de soort is voor het eerst geldig gepubliceerd in 1886 door Prennant.